# Stefan Reszko
Stefan Mychajłowycz Reszko, ukr. Стефан Михайлович Решко, ros. Стефан Михайлович Решко, Stiefan Michajłowicz Rieszko (ur. 24 marca 1947 we wsi Kluczarky w obwodzie zakarpackim) – ukraiński piłkarz, grający na pozycji obrońcy, reprezentant Związku Radzieckiego, olimpijczyk.

## Kariera piłkarska

### Kariera klubowa
Zainteresował się piłką jeszcze w dzieciństwie. Po zakończeniu szkoły malarsko-rzemieślniczej pracował w fabryce mebli. Już jako 18 latek debiutował w miejscowym zespole Werchowyna Użhorod. Unikając służby wojskowej w SKA Lwów, przeszedł w 1966 do Łokomotywu Winnica. W 1968 został piłkarzem Czornomorca Odessa. W końcu 1970 przeniósł się do Dynama Kijów, w którym występował do końca kariery. Z nim też odnosił największe sukcesy. Karierę zakończył w 1978.

### Kariera reprezentacyjna
W latach 1975–1976 wystąpił w 15 meczach radzieckiej reprezentacji. Również bronił barw olimpijskiej reprezentacji.

## Kariera zawodowa
Po zakończeniu kariery piłkarskiej wstąpił do Wyższej Szkoły MSW, którą ukończył w 1979. Potem pracował w Akademii Ministerstwa Spraw Wewnętrznych, w której awansował na dyrektora wydziału tej uczelni. Pułkownik Wojsk Wewnętrznych Ukrainy. Również zajmuje stanowisko przewodniczącego Komitetu Kontrolno-Dyscyplinarnego Związku Piłki Nożnej Ukrainy.

## Sukcesy i odznaczenia

### Sukcesy klubowe
- mistrz ZSRR: 1971, 1974, 1975, 1977
- zdobywca Pucharu ZSRR: 1974, 1978
- zdobywca Pucharu Zdobywców Pucharów: 1975
- zdobywca Superpucharu Europy: 1975

### Sukcesy reprezentacyjne
- brązowy medalista Igrzysk Olimpijskich: 1976

### Odznaczenia
- tytuł Mistrza Sportu ZSRR: 1969
- tytuł Mistrza Sportu Klasy Międzynarodowej: 1975
- tytuł Zasłużonego Mistrza Sportu ZSRR: 1975
- Order "Za zasługi" III klasy: 2004[1]
- Order „Za Zasługi” II klasy: 2015
- Order „Za Zasługi” I klasy: 2020